# Crossidium deserti
Crossidium deserti är en bladmossart som beskrevs av W. Frey och Harald Kürschner 1988. Crossidium deserti ingår i släktet Crossidium och familjen Pottiaceae. Inga underarter finns listade i Catalogue of Life.